# M3 (tidning)
M3 – Sveriges pryltidning är en svensk tidskrift om hemelektronik utgiven av IDG. Chefredaktör sedan 2013 är Mikael Lindkvist. Tidningen grundades av Daniel Sjöholm. Sedan hösten 2014 ges M3 enbart ut digitalt.

## Historia
Tidningen M3 gavs för första gången ut våren 2001 efter en sammanslagning av datortidningen Maxidata och mobiltelefontidningen Mobile World. M3 står ursprungligen för de tre M:n i "Maxi Mobile Magazine", ett namn som innefattar de sammanslagna tidningarna. Tidningen gick i bräschen för en ny genre tidningar inriktad på prylar och teknik, med bilder och tester. Inspirationen kom bland annat från brittiska tidningar som T3 och Stuff.

## Konkurrenter
När M3 lanserades 2001 bröt tidningen ny mark och konkurrerade med redan existerande datortidningar, samt tidskrifter som Tidningen Mobil och Ljud och bild. M3:s framgångar inspirerade till en rad nya konkurrenter[källa behövs], bland andra Gear (utgiven av Slitz), Radar (utgiven av MKF som även ger ut Tidningen Mobil) och Gadgets (utgiven av Hjemmet Mortensen AB). Gadgets blev senare tekniktidningen Din Teknik som lade ner 2008. 2009 släpptes en svensk version av engelska tidningen Stuff.

## Innehåll
Fokus i M3 är hemelektronik, och merparten av tidningen ägnas åt tester av prylar inom områdena mobil, bild, ljud, hemmabio och dator. Utöver tester skrivs det om nyheter och trender i den "digitala världen" och nästan varje nummer har en special med reportage, teknikartiklar och tester.
I december varje år utser M3 ”årets 100 coolaste prylar”.